# Ratjo Petrov

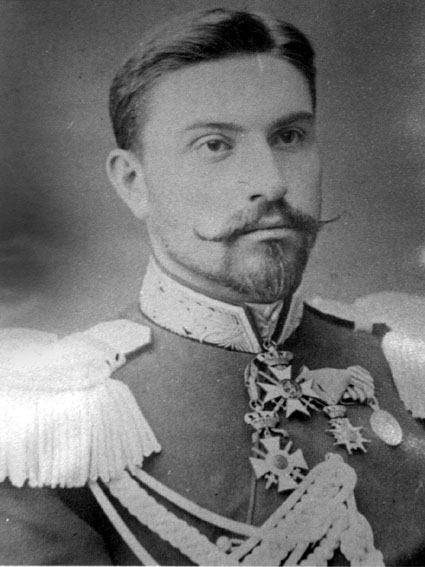
Ratjo Petrov

Ratjo Petrov Stojanov (Рачо Петров Стоянов), född 3 mars 1861 i Sjumen, Bulgarien, Osmanska riket, död 22 januari 1942, var en bulgarisk officer och politiker. 
Petrov blev, ehuru blott kapten, generalstabschef, då de ryska officerare, som innehade bulgariska arméns högre befälsposter, återkallades efter östrumeliska revolutionen 1885, och tjänstgjorde i denna egenskap under kriget med Serbien samma år. Krigsminister sedan juli 1887, blev han ej medlem av den efter furst Ferdinands ankomst samma år bildade ministären, men var under flera år åter generalstabschef och stod fursten personligen nära. 
Efter Michail Savovs avgång våren 1894 blev han ännu en gång krigsminister, medverkade till Stefan Stambolovs störtande samma år och övergick i Konstantin Stoilovs kabinett, där han kvarstod till november 1896; vid sin avgång blev han generalmajor i reserven. I december 1900 blev han inrikesminister och i januari 1901 premiärminister, men avgick redan i mars samma år. Under den makedoniska krisen 1903 kallades han åter till ministerchef, på vilken post han kvarstod till november 1906.